# 蒔田政勝
蒔田 政勝（まいた/まきた まさかつ）は、安土桃山時代から江戸時代前期にかけての武将、大名。豊臣家の譜代家臣。通称は主水正。諱は初めは広政で、正次ともいった。

## 略歴
尾張国織津の出身という蒔田広光の長男。姓は『寛政譜』等では「まきた」と読みがふってある。
豊臣秀吉に仕えて金切裂指物使番となった。主に「蒔田主水正」の名で知られ、秀吉の小姓である蒔田権佐は弟。
天正16年（1588年）4月14日の後陽成天皇の聚楽第行幸のときに供奉。関白（秀吉）の牛車の左右の随身のうち、毛利民部大輔・野村肥後守・木下左京亮が左側3名、政勝・中嶋左兵衛尉・速水甲斐守が右側3名であった。
慶長3年（1598年）8月、病床の秀吉から志津の刀、初音の加羅香、（後陽成天皇の）鏡を授けられた。
慶長4年（1599年）頃、摂津・河内・和泉内で4万石を知行。
慶長5年（1600年）の関ヶ原の役で西軍に与して減知。以後は大坂城の豊臣秀頼に伺候した。
慶長12年（1607年）4月13日に没した。